# Leipzig-Connewitz järnvägsstation
Leipzig-Connewitz är en järnvägsstation i stadsdelen Connewitz i Leipzig i Tyskland. Stationen ligger vid järnvägslinjerna Leipzig–Hof och Leipzig Hbf–Leipzig-Connewitz. S-Bahn Mitteldeutschland har trafikerat stationen sedan 2013. Fyra S-tågslinjer trafikerar stationen, S3, S5, S5x och S6. 

## Historia
Stationen öppnades 10 juli 1889 som lastplats under namnet Connewitz Ladestelle. Järnvägsförbindelsen mellan Connewitz till Leipzig invigdes 1891. 1 november 1893 klassificerades lastplatsen om till hållplats och fyra år senare, 1897, ändrades namnet till Leipzig-Connewitz. 1905 klassificerades hållplatsen om till station.